# Умрежени феминизам
Умрежени феминизам (енгл. Networked feminism) термин је којим се описује онлајн мобилизација и координација феминисткиња као одговор на разне сексистичке поступке. Умрежени феминизам не предводи јединствена група жена, него се он манифестује кроз способност феминисткиња да искористе моћ интернета како би скренуле пажњу јавности на одређене проблеме. Умрежени феминизам настаје у тренутку када друштвене мреже попут Фејсбука, Твитера и Тамблера почињу да се користе као канал за промоцију родне равноправности и реаговања на сексизам. Корисници ових сајтова промовишу унапређење феминизма путем различитих средстава, на пример виралних фејсбук група и хаштагова, која се користе у циљу постизања родне равноправности и скретања пажње на групе или појединице који промовишу вредности супротне томе.